# スチールハート
スティールハート（Steelheart）は、アメリカ合衆国出身のハードロック・バンド。
同国HR/HMムーブメントの末期にデビュー。ヒット曲を量産するなど早々に開花するも、不幸事が原因で活動停止。紆余曲折を経て、2000年代から再始動したベテランのグループ。

## 来歴

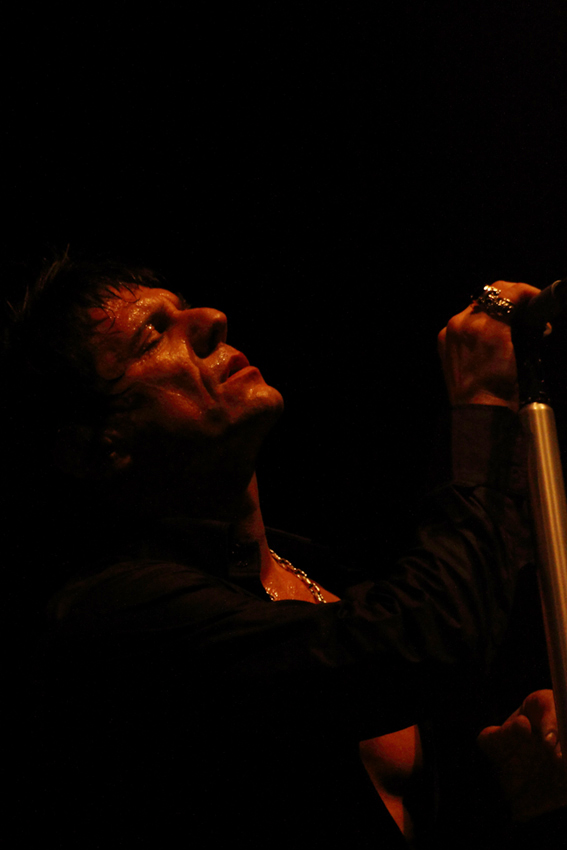
創設者ミレンコ・マティアヴィッチ(Vo/G) 2010年

1981年、ミレンコ・マティアヴィッチらを中心に結成したハードロック・バンド「Red Alert」が前身。レッド・ツェッペリンやスコーピオンズといった、有名ロック・バンドのカバーを主体としていた。
1990年、大手レーベル「MCAレコード」に売り込みが成功しメジャー契約。同名のバンドが存在したため「Steelheart」と改名した。
セルフタイトルの1stアルバム『STEELHEART』でデビュー。米ビルボードチャートでトップ40を記録し、日本でも初日に33,000の売り上げを記録するなど早々に開花。同年に初来日公演を開催。翌1991年にシングルカットされたバラード「She's Gone」は、インターナショナルチャートで1位記録した。
1992年、2ndアルバム『Tangled in REINS』を発表。その後ライブツアーを開催するも、ライブ中にヴォーカル担当のマイク・マティアビッチが、照明器具の落下に巻き込まれてしまうという事故が発生して大怪我を負い、長期の療養が必要となった。これによりバンドの中心人物を失い、1993年から活動を休止をせざるを得なくなった。
1996年にバンドを再編し、3rdアルバム『Wait』を発表。マティアビッチが療養中に様々なトラブル・苦難と闘った影響で、書き上げた楽曲は全体的に哀愁的な雰囲気になっていた。また、当時流行していたグランジ的な楽曲も多く含まれており、これまでの作風とは音楽性が大きく異なっている。この間、マティアビッチ以外のオリジナルメンバーは既にバンドを離脱しており、当アルバムはマティアビッチのソロ的側面の濃い作品であった。
ライブツアー終了後、長期の活動停止期間に入る。
再始動
2006年、10年ぶりに活動を再開し、創設メンバー クリス・リゾーラが復帰。自主レーベル「Steelheart Records」を設立し、EP「Just a Taste」 ビデオ『Still Hard』といった作品を久々にリリースした。
2008年、12年ぶりの4thアルバム『Good 2B Alive』を発表。
2017年、27年ぶりの来日公演を開催。同年秋、9年ぶりの5thアルバム『Through Worlds Of Stardust』を発表。

## スタイル
ボーカリスト ミレンコ・マティアヴィッチによる、4オクターブを越える勢いの驚異的ハイトーンボイスと、高い歌唱力が大きな特徴であった。
1990年代に発表された楽曲の多くは、オーソドックスなアメリカン・ハードロックを主体とていた。特に「She's Gone」「I'll Never Let You Go」「All Your Love」等のバラード曲が特に支持された。ただし、12年ぶりに発表したアルバム『GOOD 2B ALIVE』では、音楽性が変化している。

## メンバー

### 現ラインナップ
- ミレンコ・マティアヴィッチ Miljenko Matijevic - ボーカル/リズムギター (1990– )
- ジョー・ペシア Joe Pessia - リードギター (2017– )
- ジェームス・ウォード James "Jimmy" Ward - ベース(1989–1992, 1996, 2023– )
- マイク・ハンベルト Mike Humbert - ドラムス (2006– )

### 旧メンバー
- クリス・リゾーラ Chris Risola - リードギター (1990–1992, 2006–2014)
- ジャック・ウィルキンソン Jack Wilkenson - ドラムス (1990)
- ジョン・ファウラー John Fowler - ドラムス (1990–1992) RIP.2008
- ケニー・カナウスキ Kenny Kanowski - リードギター (1996) RIP.2017
- ヴィンセント・メレ Vincent Mele - ベース (1996)
- アレックス・マカロヴィッチ Alex Makarovich - ドラムス (1996)
- ウロス・ラスコフスキ Uros Raskovski - リードギター (2006–2008, 2009–2010, 2014–2017)
- ビル・ロネロ Bill Lonero - リードギター (2008)
- レヴ・ジョーンズ Rev Jones - ベース (2007–2016)
- マーテン・アンダーソン Marten Andersson - ベース(2016–2022)

## ディスコグラフィ
オリジナル・アルバム
- STEELHEART (1990年)
- Tangled in REINS (1992年)
- Wait (1996年)
- Good 2B Alive (2008年)
- Through Worlds Of Stardust (2017年)

EP
- Just a Taste EP (2006年)

映像
- Still Hard (2006年)